# Ortakçı, Buharkent
Ortakçı là một xã thuộc huyện Buharkent, tỉnh Aydın, Thổ Nhĩ Kỳ. Dân số thời điểm năm 2010 là 1.444 người.